# Крохалёвка (река)
Крохалёвка — река в Тогучинском и Маслянинском районах Новосибирской области России. В верхнем течении по реке проходит граница между районами. Длина реки составляет 13 км. Устье реки находится в 23 км от устья по правому берегу реки Ик. В одном километре от устья в Крохалёвку впадает левый приток Малая Крохалёвка. В их междуречье находится небольшая пещера Крохалёвская.

## Данные водного реестра
По данным государственного водного реестра России относится к Верхнеобскому бассейновому округу, водохозяйственный участок реки — Обь от города Барнаул до Новосибирского гидроузла, без реки Чумыш, речной подбассейн реки — бассейны притоков (Верхней) Оби до впадения Томи. Речной бассейн реки — (Верхняя) Обь до впадения Иртыша.